# سكويد
سكويد (بالإنجليزية: Squid)‏ هو خادم بروكسي ومسرع إنترنت يعمل تحت بيئة لينكس. له مجموعة متنوعة من الاستخدامات، من تسريع خدمة ويب من الطلبات المتكررة باستخدام التخزين المؤقت.

## وصلات خارجية
- الموقع الرسمي